# مسطرة حرف تي

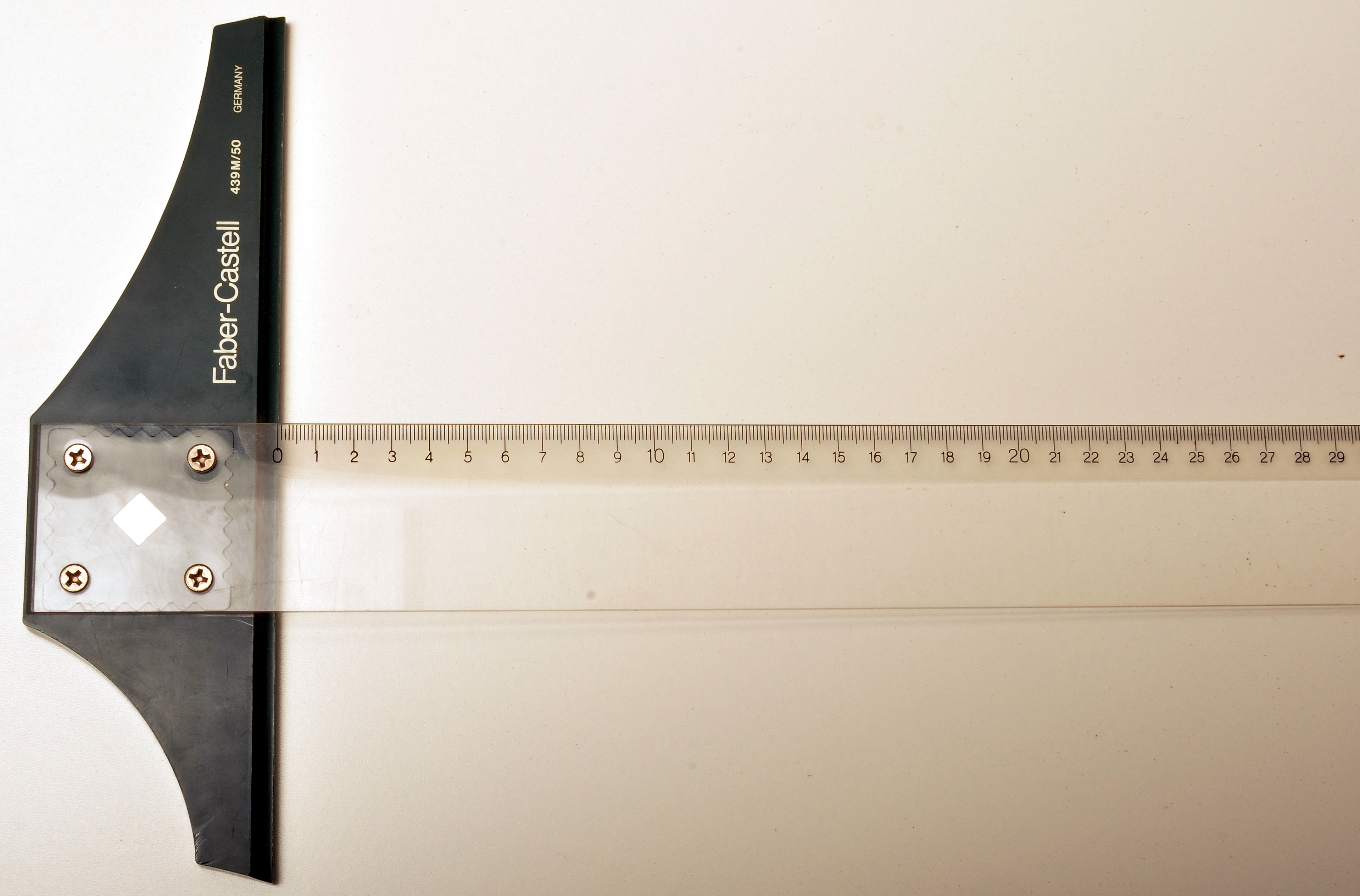
مسطرة تائية

المسطرة التائية أو مسطرة حرف التي (T) هي مسطرة تستعمل في الهندسة الوصفية لرسم خطوط متوازية.